# Cordia cabanayensis
Cordia cabanayensis är en strävbladig växtart som beskrevs av J. Gaviria. Cordia cabanayensis ingår i släktet Cordia, och familjen strävbladiga växter. Inga underarter finns listade i Catalogue of Life.